# Richemont
Compagnie Financière Richemont S.A. (рус. Компани́ финансье́р Ришмо́н, СА) — швейцарская холдинговая компания специализирующаяся на производстве и продаже предметов роскоши.

## История
В 1940-х годах Антон Руперт основал в Южной Африке компанию по производству сигарет Rembrandt Group. В 1954 году был приобретён контрольный пакет акций британской табачной компанией Rothmans International. В 1973 году Руперт в партнёрстве с Робертом Хоком (Robert Hocq, производителем зажигалок Silver Match), приобрели нью-йоркскую часть Cartier, а вскоре выкупили также лондонскую и парижскую части. В 1979 году Хок погиб в автокатастрофе, и Руперт стал единоличным владельцем Cartier.
В августе 1988 года активы вне Южной Африки были выделены в Compagnie Financière Richemont, которую возглавил сын Антона Руперта, Йоханн. Компания была зарегистрирована в Швейцарии, это решение было отчасти продиктовано концом режима апартеида в Южной Африке. В том же 1988 году были куплены производители часов Piaget и Baume et Mercier. Главным активом Richemont была табачная компания Rothmans, приносившая 68 % выручки, полный контроль над ней был установлен в 1989 году; подразделение предметов роскоши составляли компании Cartier и Dunhill, владевшие такими брендами, как Chloé, Karl Lagerfeld, Piaget, Baume & Mercier и Montblanc. В 1993 году Cartier и Dunhill были объединены в группу компаний Vendome Luxury Group, которая принадлежала Richemont. В 1994 году была куплена британская оружейная компания Purdey. В 1996 году была куплена компания Vacheron Constantin, старейший из продолжающих работу производителей часов.
В 1999 году произошло слияние Rothmans International с British American Tobacco (BAT), в результате которого Richemont получила 35 % акций BAT. Также в 1999 году была куплена 60-процентная доля в производителе ювелирных изделий Van Cleef & Arpels. В 2000 году были куплены компании Stern Group и Les Manufactures Hologeres, которым принадлежали несколько известных производителей часов (Jaeger LeCoultre, IWC, A. Lange Sohne и другие). После этих приобретений Vendome Luxury Group была объединена с Richemont. В 2002 году была куплена 30-процентная доля в интернет-магазине Net-a-Porter.com, в 2010 году доля была увеличена до 90 %. В 2008 году в Люксембурге была зарегистрирована компания Reinet Investments, на которую была переведена доля в BAT.
В 2017 и 2018 годах компания сняла с реализации и уничтожила часов на 500 млн евро, чтобы избежать продажи их с большой скидкой; это было связано с тем, что продажи в Азии резко упали в результате программы по борьбе с коррупцией в Китае (дорогие часы были распространённой формой взятки). 2019 году был куплен итальянский производитель ювелирных изделий Buccellati.

## Собственники и руководство
Компания имеет листинг на Швейцарской и Йоханнесбургской биржах. Крупными акционерами по состоянию на 2023 год были Invesco Advisers (США, 4,18 %), The Vanguard Group (США, 3,38 %), Государственный пенсионный фонд Норвегии (2,61 %), Capital Research & Management Co. (США, 2,10 %), Massachusetts Financial Services (1,80 %), UBS Asset Management Switzerland (Швейцария, 1,57 %).
- Йоханн Руперт (Johann Rupert, род. в 1950 году) — основатель и председатель совета директоров с 2002 года, ему принадлежит 51 % голосов и 10 % акций компании через Compagnie Financière Rupert. С состоянием 9,6 млрд долларов в 2023 году он занимал 157-е место среди самых богатых миллиардеров в мире и 2-е место в Африке[9].
- Жером Ламбер (Jérôme Lambert, род. в 1969 году) — генеральный директор (CEO) с 2018 года, в компании с 1996 года.

## Деятельность
Выручка компании за 2022/23 финансовый год составила 19,95 млрд евро, её распределение по регионам: Азиатско-Тихоокеанский регион — 40 %, Европа — 22 %, Америка — 22 %, Япония — 8 %, Ближний Восток и Африка — 8 %. Крупнейшими рынками сбыта были Китай (€5,03 млрд), США (€3,85 млрд), Япония (€1,62 млрд), Южная Корея (€1,08 млрд), Франция (€1,00 млрд), ОАЭ (€933 млн), Великобритания (€801 млн), Швейцария (€595 млн), Италия (€560 млн). Основной канал сбыта — собственная розничная сеть, на неё пришлось 68 % продаж, на торговлю онлайн — 6 %, остальные 26 % составили оптовые продажи и роялти.
Подразделения по состоянию на 2023 год:
- Jewellery Maisons — производство ювелирных украшений дочерними компаниями Buccellati, Cartier, Van Cleef & Arpels, 67 % выручки;
- Specialist Watchmakers — производство часов дочерними компаниями A. Lange & Söhne, Baume & Mercier, IWC Schaffhausen, Jaeger-LeCoultre, Panerai, Piaget, Roger Dubuis, Vacheron Constantin, 20 % выручки;
- Other — дочерние компании Alaïa, AZ Factory и Chloé (дизайнерская одежда), Delvaux, dunhill и Serapian (изделия из кожи), Montblanc (письменные принадлежности), Peter Millar (повседневная и спортивная одежда), James Purdey & Sons (оружие), Watchfinder&Co. (торговля подержанными часами), 13 % выручки.

В списке крупнейших публичных компаний мира Forbes Global 2000 за 2023 год Richemont заняла 663-е место.

## Дочерние компании
Список компаний, которыми владеет Compagnie Financière Richemont:
- Alaïa — женская одежда, базируется в Париже (Франция), в составе группы с 2007 года[11];
- A. Lange & Söhne — часы, базируется в Глассхютте (Германия), основана в 1845 году, принадлежит группе с 1996 года;
- Alfred Dunhill — мужская одежда, часы, аксессуары из кожи, базируется в Лондоне (Великобритания), основана в 1893 году;
- AZ Factory — одежда, бренд запущен в 2020 году при участии израильского модельера Альбера Эльбаза;
- Baume et Mercier — часы, базируется в Женеве (Швейцария), основана в 1830 году, в составе группы с 1988 года;
- Buccellati — ювелирные украшения, часы, предметы интерьера, базируется в Милане (Италия), основана в 1919 году, в составе группы с 2019 года;
- Cartier — ювелирные украшения, часы, базируется в Париже (Франция), основана в 1847 году;
- Chloé — женская одежда, парфюмерия, базируется в Париже (Франция), основана в 1952 году, в составе группы с 1985 года;
- IWC Schaffhausen — часы, базируется в Шаффхаузене (Швейцария), основана в 1868 году, в составе группы с 2000 года;
- Jaeger-LeCoultre — часы, базируется в Ле-Сантье (Швейцария), основана в 1833 году, в составе группы с 2000 года;
- James Purdey and Sons[англ.] —  огнестрельное оружие, базируется в Лондоне (Великобритания), основана в 1813 году, в составе группы с 1994 года;
- Montblanc — письменные принадлежности, часы, базируется в Гамбурге (Германия), основана в 1906 году, в составе группы с 1993 года;
- Panerai[англ.]— часы, базируется во Флоренции (Италия), основана в 1860 году, в составе группы с 1997 года[12];
- Peter Millar[англ.] —спортивная одежда, базируется в Роли (Северная Каролина, США), основана в 2001 году, в составе группы с 2012 года;
- Piaget — ювелирные украшения, часы, базируется в Женеве (Швейцария), основана в 1874 году, в составе группы с 1988 года;
- Roger Dubuis — часы, базируется в Женеве (Швейцария), основана в 1995 году, в составе группы с 2008 года;
- Serapian — изделия из кожи, базируется в Милане (Италия), основана в 1928 году, в составе группы с 2017 года[13];
- Vacheron Constantin — часы, базируется в Женеве (Швейцария), основана в 1755 году, в составе группы с 1996 года;
- Van Cleef & Arpels — ювелирные украшения, часы, базируется в Париже (Франция), основана в 1896 году, в составе группы с 1999 года;
- Watchfinder[англ.] — онлайн-ресурс по торговле дорогими подержанными часами, базируется в Великобритании, основана в 2002 году.

## Совместные предприятия
В марте 2007 года, Richemont и Polo Ralph Lauren Inc. объявили о создании совместного предприятия, Polo Ralph Lauren Watch and Jewelry Company,, в котором каждый участник имеет 50 %.
- Ralph Lauren Watch and Jewelry Company, S.A.R.L. (50 % собственности) ювелирные украшения, часы — Женева, Швейцария

## Бывшие компании холдинга
- Mimi So International & Mimi So Japan — Richemont и Mimi So создали совместное предприятие в 2004 году и в 2005 открыли магазины в Mitsukoshi Nihonbashi в Токио и в Беверли-Хиллз. В 2007 году Richemont продал свою долю Mimi So.
- Hackett — Richemont поглотил Hackett в 1992 году. В начале июня 2005 года Richemont продала Hackett испанской инвестиционной компании Torreal.
- Net-a-Porter Ltd. — продажа одежды через Интернет — Лондон, Великобритания, продана в 2022 году.